# منى سيمبسون (روائية)
منى سيمبسون (بالإنجليزية: Mona E. Simpson) ولدت (بالإنجليزية: Mona Jandali)، في 14 يونيو 1957)، في سان فرانسيسكو وهي روائية وكاتبة أمريكية كتبت ست روايات ودرست اللغة الإنجليزية في جامعة كاليفورنيا، بيركلي واللغات والآداب في جامعة كولومبيا. حصلت على جائزة وايتنج عن روايتها الأولى، أي مكان إلا هنا (1986). الذي حقق نجاحًا شعبيًا وتم تكييفه كفيلم يحمل نفس الاسم، صدر عام 1999. كتبت تكملة، الأب المفقود (1992). وقد اشتمل التقدير النقدي على جائزة شيكاغو تريبيون هيرتلاند وجعلها في القائمة المختصرة لجائزة بي إي أن/ فولكنر عن روايتها كيك قبالة الطريق (2000). سيمبسون هي الشقيقة الصغرى للمؤسس المشارك لشركة آبل الراحل ستيف جوبز. ولدت سيمبسون بعد أن تزوج والديها ولم يقابلوا جوبز، الذي تم تقديمه للتبني بعد ولادته، حتى بلغ عمرها 25 عامًا.

## البداية والتاريخ الفني
ولدت سيمبسون في غرين باي، ويسكونسن والدتها جوانا كارول شيبلة ووالدها عبد الفتاح جندلي ذو اصل (سوري من مدينة حمص)، وهو أستاذ للعلوم السياسية. والدتها كانت أمريكية من أصل سويسري وألماني ووالدها مسلما [بحاجة لمصدر] سوريا، وأخاها المعروف ستيف جوبز مالك شركة آبل. أخذت في وقت لاحق لقب زوج أمها، سمبسون.

## روايات

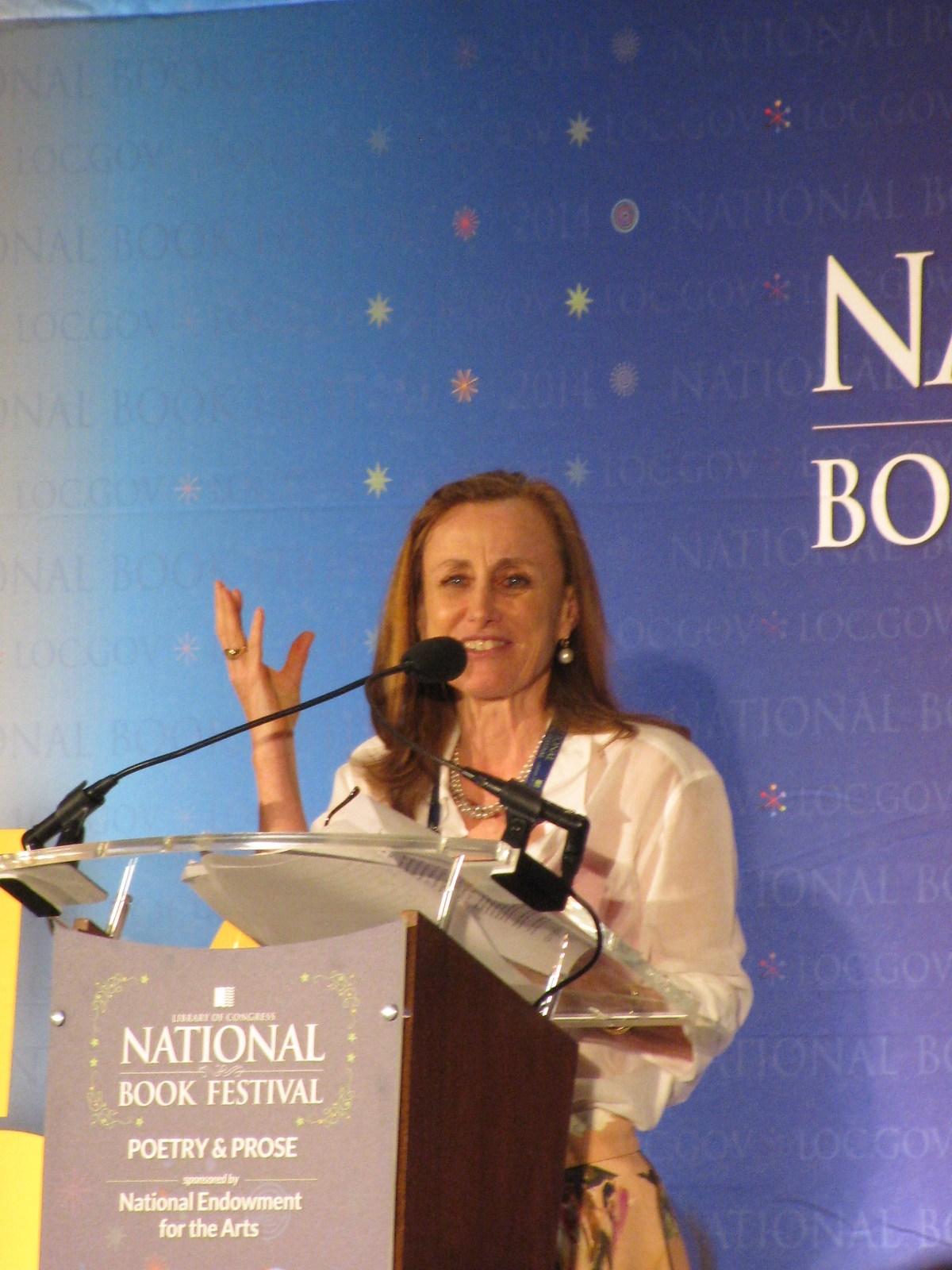
منى سيمبسون خلال قراءة في إحدى رواياتها بالمهرجان الوطني للكتاب

روايات سيمبسون خيال ورسم من تجارب الحياة. حققت روايتها الأولى، أي مكان إلا هنا (1986)، نجاحا حاسما وشائعا، وفازت بجائزة وايتنج. في وصف نواياها في الرواية، ذكرت سيمبسون:
اردت أن أكتب عن الأساطير الأمريكية، التطلعات الأمريكية التي قد تكون ردود فعل متأخرة أو مبالغ فيها ولكن بطريقة ما نموذجية للحقائق السياسية والاجتماعية في الجزء الذي نعيش فيه من العالم في قرننا. لكنني كتبت بشكل شخصي جدًا عن عائلة واحدة. أعتقد أن الأمر يستغرق وقتًا طويلاً قبل أن تدخل أزمة - مثل الإيدز - الثقافة إلى النقطة التي توجد فيها ردود فعل في شخصية ما، حيث تكون الإيماءات الشخصية فردية وذات صدى بطريقة أكبر.
تم تكييفها كفيلم 1999 أي مكان إلا هنا، بطولة سوزان سارندون وناتالي بورتمان. نشرت سيمبسون تتمة، الأب المفقود (1992).
رجل منظم (1996) يستكشف العلاقة المتوترة بين رجل أعمال من وادي السيليكون وابنتة المولودة خارج إطار الزواج، التي لم يعترف به. كيك قبالة الطريق (2000)، ويصور عقودًا من حياة ثلاث نساء في الغرب الأوسط، ورُشح لجائزة القلم / فولكنر وفاز بجائزة شيكاغو تريبيون هارتلاند. وقال ستايسي دالاسكو "كيك قبالة الطريق" يمثل المكان الذي يغادره الأصل ويبدأ الارتجال ". ونُشر كتابي في هوليود في عام 2011. ويستكشف العلاقات المعقدة وقضايا الطبقات من وجهة نظر امرأتين، كلير، مؤلفة أمريكي أوروبية في الثلاثينيات وأم لطفل واحد، ولولا، مربية اطفا مهاجرة من الفلبين. وتدعم أطفالها الخمسة في الفلبين. تتناوب الرواية بين أصوات المرأتين، متناقضة مع عالمهما. تشير ليسل شيلينجر إلى أن الرواية هي "استكشاف خيالي رحيم لهذه العلاقة العالمية المعقدة، تقوم سيمبسون بتقييم التكلفة البشرية التي تتكبدها صفقة رعاية الأطفال على الأم، وعلى صاحبة العمل وعلى أطفال كليهما ". رون تشارلز يقول:
لكن ما ينعش هذه الرواية حقًا هو الطريقة التي تتناوب بها بين فصول وفصول كلير التي رواها لولا، مربيتها الفلبينية البالغة من العمر 50 عامًا. كنت قلقة في وقت مبكر من أن تكون لولا نسخة جنوب شرق آسيوية من الزنجي السحري، الذي كان موجودًا فقط لمساعدة بعض الأشخاص البيض المنغمسين في أنفسهم للوصول إلى التنوير. لكنها تمامًا شخصيتها الرائعة والمضطربة، ولا تزال علاقتها بكلير معقدة وغير محلولة.

## التعليم والتدريس
كانت سيمبسون طالبة جيد كطفلة لكنها كانت أيضا «مهرجة» و «كانت ذكية وإعتادت صنع النكات في الفصل. لقد واجهت مشاكل كثيرة عندما كنت أكبر سنا ثم لم تعجبني المدرسة كثيرا» حضرت مدرسة بيفرلي هيلز الثانوية  وحصلت على منحة دراسية لحضور جامعة كاليفورنيا، بيركلي حيث درست الشعر:«تعلقت بالشعر بقدر ما استطعت - بقدر ما ستأخذني إليه مواهبي.» بعد أن أنهيت البكالوريوس في بيركلي، عملت في وظيفة خلال النهار وعملت صحفية خلال الليالي وفي عطلات نهاية الأسبوع. استمتعت بالصحافة وتطلعت لوظيفة في جريدة ريتشموند المستقلة ولكنها لم تتلقها. ثم حضرت كلية الدراسات العليا في جامعة كولومبيا وحصلت علي درجة الدكتوراه من هناك. وعندما كانت طالبة في جامعة كولومبيا، عملت محررة في مجلة ذا باريس ريفيو.
في عام 1994، عادت سيمبسون إلى منطقة لوس أنجلوس مع زوجها ريتشارد أبيل. في عام 2001، بدأت سيمبسون تدريس الكتابة الإبداعية في جامعة كاليفورنيا؛ لديها أيضا موعد في كلية بارد في ولاية نيويورك.

## الحياة الشخصيَّة
ولدت منى جندالي 14 يونيو 1957 في غرين باي، ويسكونسن إلى أب عربي من سوريا أم سويسرية ألمانية أمريكية. ولدت والدتها، جوان كارول شيبل، 1 أغسطس 1932، ونشأت كاثوليكية رومانية في مزرعة في ويسكونسن. ولد والدها عبد الفتاح «جون» جندالي، في حمص، سوريا، في 15 مارس 1931. وهو ابن مليونير ليس لديه تعليم عالي وأم كانت ربة منزل تقليدية. كان جندالي ناشطًا طلابيًا (وقضى وقتا في السجن) في الجامعة الأمريكية في بيروت. على الرغم من أنه كان يريد في البداية دراسة القانون، إلا أنه قرر في النهاية دراسة الاقتصاد والعلوم السياسية،  ومتابعة الدكتوراه. في العلوم السياسية بجامعة ويسكونسن. كان هناك حين قابل جوان كارول شيبل  (كان جندالي مدرس شيبل على الرغم من أن كلاهما كان في نفس العمر).
ولاحظت سيمبسون أن والداها لم يكنونا سعداء بالعلاقة: «لم يكن الأمر كما لو كان من الشرق الأوسط وكان مسلما. فقد كان هناك الكثير من العرب في ميشيغان ويسكونسن. لذلك ليس هذا لالأمر غير العادي.»والتر إيزاكسون، كاتب السيرة الذاتية الرسمية لستيف جوبز نص بالإضافة إلى ذلك على أن والدي جوان كارول شيبل«هددا بتقطيع جوان تماما» إذا واصلت العلاقة. بغض النظر، في حين أن جندالي وشيبل ما زالوا غير متزوجين وطلاب في جامعة ويسكونسن في عام 1954، أصبحت شيبل حاملا بعد قضاء الصيف معه وعائلته في حمص، سوريا. بالنظر إلى مقاومة والديها للعلاقة، قررت شيبل إعطاء الطفل للتبني. سافرت بمفردها إلى سان فرانسيسكو للعمل مع الطبيب الذي يهتم بالأمهات غير المتزوجات وولدت صبي في عام 1955 (الذي تبناه زوجان في نهاية المطاف في سان فرانسيسكو) وسوف يكبر ويكون مؤسس شركة أبل. ستيف جوبز. بعد ستة أشهر من منحها الطفل للتبني، توفي والد شيبل. ثم تزوجت جندالي ولدت منى.
وصرح جندلي أنه بعد الانتهاء من الدكتوراه. عاد إلى سوريا للعمل وأنه كان خلال هذه الفترة التي تركته شيبل. وتطلقا في عام 1962. كما صرح على أنه بعد الطلاق، فقد الاتصال بابنته لفترة من الزمن: «أنا أيضا تحمل المسؤولية عن أن اكون بعيدا عن ابنتي عندما كان عمرها أربع سنوات، حيث طلقت والدتها عندما ذهبت إلى سوريا، لكننا عدنا إلى اتصال بعد 10 سنوات. لقد فقدنا الاتصال مرة أخرى عندما انتقلت والدتها، ولم أكن أعرف أين كانت، ولكن منذ 10 سنوات، كنا في اتصال دائم وأراها ثلاث مرات في السنة. أنا نظمت رحلة لها في العام الماضي لزيارة سوريا ولبنان وذهبت مع قريب من فلوريدا.» بعد بضع سنوات، تزوجت شيبل معلم التزلج على الجليد، جورج سيمبسون. أخذ منى جندالي اسمها الأخير من زوج والدتها، وبالتالي أصبحت منى سيمبسون. في عام 1970، بعد أن تطلقت، أخذت شيبل منى إلى لوس أنجلوس ونشأت بمفردها.
بعد وفأة والده جوبز بالتبني كلارا، بسبب سرطان الرئة في عام 1986، التقى بشيبل (التي وجد بالفعل من خلال بحث واسع النطاق) لأول مرة. ثم اكتشف أنه ليس فقط سيمبسون أخته لكنها لم يكن لديها أي فكرة أيضا أنه تم التخلي عن الأخ الأكبر للتبني. ثم رتبت شيبل لجوبز وسيمبسون للقاء في نيويورك حيث عملت سيمبسون. وهي تنص على أن انطباعها الأول عن جوبز «كان واضحا تماما وجميل، مجرد رجل عادي ولطيف». جوبز في وقت لاحق قال لكاتب سيرته الذاتية أن "منى لم تكن مسرورة تماما في البداية أن يكون لي وجود في حياتها ولديها أم عاطفية جدا تجاهي ... كما تعرفنا على بعضنا البعض، أصبحنا أصدقاء حميمين حقا وهم عائلتي . لا أعرف ماذا أفعل بدونها. لا أستطيع أن أتخيل أخت أفضل. أختي بالتبني، باتي، ولم ننقطع أبدا ".
أخبر جوبز كاتب السيرة الذاتية الرسمية أنه بعد اجتماع سيمبسون، أراد أن يشارك في بحثها المستمر عن والدهم. عندما تم العثور على جندالي يعمل في سكرامنتو، قرر جوبز أن سيمبسون فقط ستقابله. تحدث جندالي وسيمبسون لعدة ساعات في هذه النقطة أخبرها أنه غادر التدريس للانضمام إلى أعمال المطعم. وقال أيضا إنه شيبل وهبت طفل آخر للتبني، لكن «لن نرى هذا الطفل مرة أخرى. هذا الطفل ذهب». (لم تذكر سيمبسون أنها قابلت جوبز). أخبر جندالي سيمبسون أنه كان يًدير مطعم متوسطي بالقرب من سان خوسيه وأن «كل أصحاب التكنولوجيا الناجحة اعتادو أن يأتو هناك. حتى ستيف جوبز ... أوه نعم، اعتاد أن يأتي، وكان رجل طيب، ويدفع بسخاء.» بعد الاستماع إلى الزيارة، استذكر جوبز أن«كانت مذهلة ... لقد كنت في هذا المطعم عدة مرات وأتذكر مقابلة المالك. كان سوريا. الصلع. هزمنا .» ومع ذلك، لم يرغب جوبز في مقابلة جندالي لأنني«كنت رجل ثري بحلول ذلك الوقت، ولم أثق به خوفًا من محاولة ابتزازي أو الذهاب إلى الصحافة ... سألت منى لا تخبريه عني.» اكتشف جندالي في وقت لاحق علاقته بجوبز من خلال مدونة عبر الإنترنت. ثم اتصل بسيمبسون وسألها «ما هذا الشيء في ستيف جوبز؟» أخبرته سيمبسون أنه كان صحيحا وعلقت لاحقا، «والدي رصين وراوي قصص جميلة، لكنه سلبي للغاية ... لم يتصل بستيف.»  لأن سيمبسون، نفسها، بحثت جذورها السورية وبدأت في مقابلة أفراد الأسرة، إفترضت أن جوبز قد يرغب في النهاية في مقابلة والدهم، لكنه لم يفعل ذلك أبدا. سيمبسون استلهمت من رحلة البحث عن والدهم رواية عام 1992، الأب المفقود. كما أنها أخذت صورة خيالية من جوبز في رواية عام 1996، رجل منتظم.
تزوجت سيمبسون من الكاتب التلفزيوني والمنتج ريتشارد أبل في عام 1993  ولديهم طفلان وجبريل ونعمة. قام أبل، وهو كاتب لسيمبسون، بتسمية الشخصية منى سيمبسون بعد أسم زوجته، ابتداء من الحلقة «الأم سيمبسون». وانفصلوا في وقت لاحق. ويشمل أبناء عمومة سيمبسون مالك جندالي وبسمة الجندلي.

## أعمالها
صدر لها ستة روايات منها:
- My Hollywood وتعني: هوليوودي
- Off Cake Road وتعني: كيك قبالة الطريق
- a Regular Guy أي: رجل أو شخص عادي
- The Iost Father أي: الأب المفقود
- anywhere but here وتعني: أي مكان إلا هنا.
- The American Cousins وهي رواية حديثة وتعني: أبناء العم الأمريكيين .

وتتحدث الرواية الأخيرة عن الزواج وطبيعته في المجتمع الأمريكي وتركز أكثر على العرب المغتربين في أمريكا خاصة وعلى المفقودين منهم والمتأمركين من العرب.

## الجوائز
- 1986، جائزة وايتنج [22]
- 1987، زمالة هووددر (جامعة برينستون)[22]
- 1988، زمالة غوغنهايم [22]
- زمالة جائزة ليلى والاس [22]
- 2001، جائزة شيكاغو تريبيون هارتلاند[22]
- 2001، النهائي: جائزة بي إي أن/ فولكنر[23]
- 2008، جائزة الأدب من الأكاديمية الأمريكية للفنون والحروف[22]

## وصلات خارجية
- منى سيمبسون على موقع IMDb (الإنجليزية)
- منى سيمبسون على موقع قاعدة بيانات الفيلم (الإنجليزية)